# بنهار
بنهار (به عربی: بنهار) یک شهرداری در الجزایر است که در استان جلفه واقع شده‌است. بنهار ۱۰٬۳۸۰ نفر جمعیت دارد.